# 費漢源

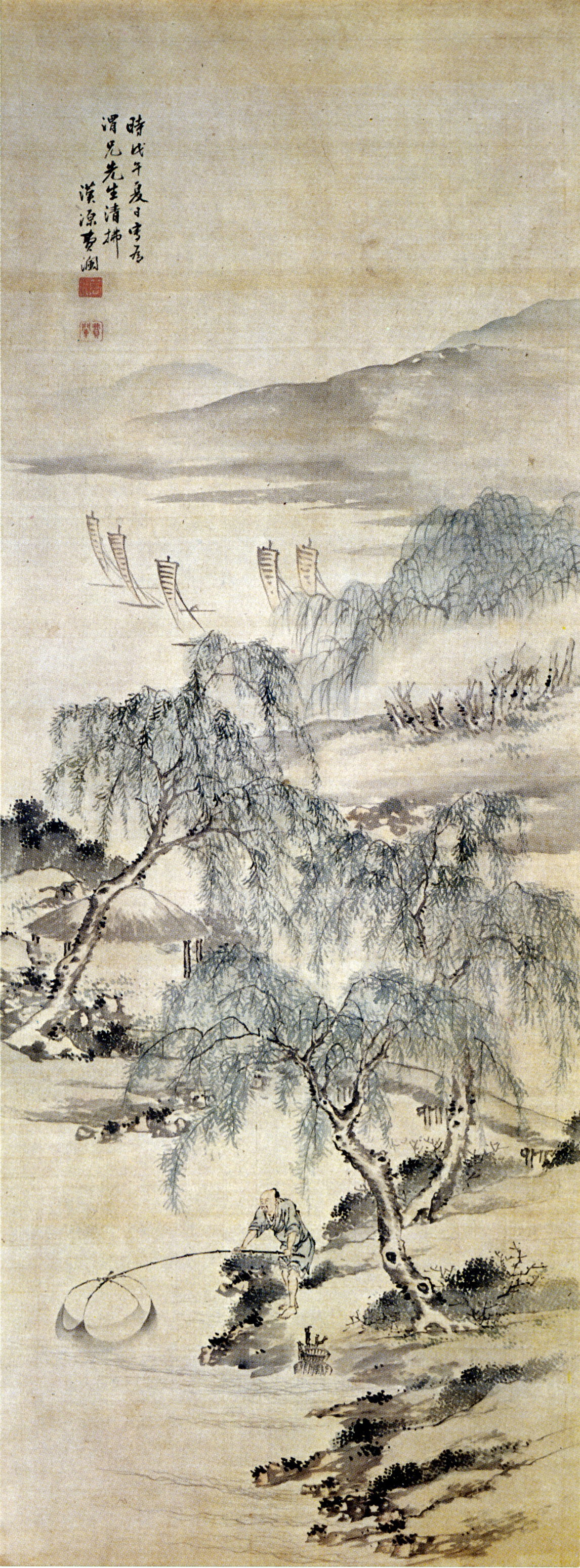
柳塘漁楽図 絹本墨画淡彩 江戸時代中期 橋本コレクション

費 漢源（ひ かんげん、生没年不詳）は清の商人・画家。江戸時代中期、日本に渡来し南宗画様式の画技を伝える。来舶四大家の一人。
名は瀾、字は漢源。浩然と号した。湖州府呉興県の人。

## 略伝
初の来舶は享保19年（1734年）という。その後、南京船主として宝暦6年（1756年）までの間、数回来泊した記録がある。商人であったが山水図・花卉図・人物図などを得意とし、建部凌岱や楊利藤太に画法を伝授した。後に建部凌岱は自著『漢画指南』安永8年（1779年）の「山水位置之法」において費漢源の画法を論じている。また鈴木芙蓉の模刻による画譜『費氏山水画式』が天明7年（1787年）に刊行されている。滞在期間と比べ漢源の伝存作品は少ない。同じく来舶清人の費晴湖は漢源の同族とされる。